# Анджой, Джованни Мария
Джованни Мария Анджой (21 октября 1751, Боно — 23 февраля 1808, Париж) — сардинский политик, революционер, судья Королевского суда, руководитель антифеодального восстания 1794—1796 годов. Также был преподавателем университета, предпринимателем, банкиром, чиновником.

## Биография
Родился 21 октября 1751 года в Боно на Сардинии в семье дворянина, вторым из четырёх детей. В возрасте семи лет остался сиротой после смерти родителей . Воспитателями и учителями мальчика были его дяди по материнской линии — священники Т. Аррас и Д. А. Аррас. Учился в Сассари сначала в иезуитском колледже, затем в университете. Получив в 1771 году диплом юриста, уехал в Кальяри, где быстро сделал блестящую карьеру. Некоторое время преподавал гражданское право в университете Кальяри, затем получил пост судьи королевского суда. В 1781 году женился на Аннике Бельграно, дочери зажиточного торговца, у них родилось три дочери. Получив за женой богатое приданое, занялся предпринимательством: открыл шляпную фабрику и пытался выращивать на Сардинии хлопок. Д. М. Анджой являлся лидером радикального реформаторского крыла антифеодального движения в Кальяри, сторонником идей Великой французской революции. Овдовев в 1792 году, Д. М. Анджой полностью посвятил себя политике.
Сардиния с 1720 года входила в состав Сардинского королевства со столицей в Турине, которым правил Савойский дом. В начале 1793 года республиканская Франция, находящаяся в состоянии войны с Сардинским королевством, предприняла попытку военного захвата Сардинии. В январе французский флот подошёл к Кальяри. Рассчитывая на поддержку местного населения и революционно настроенной элиты, французы предложили городу сдаться. Предложение было немедленно отвергнуто. Правительственные чиновники на Сардинии оказались не готовы к отражению вооружённого нападения и не способны организовать оборону острова. Тогда собрались Стаменты — существовавший с XIV века парламент Сардинии, который не созывался ни разу с начала савойского правления, и организовали народное ополчение. Богатые сардинцы выделили средства на снаряжение и вознаграждение ополченцев. В феврале 1793 года французы, обстреляв Кальяри из корабельных орудий, высадились на побережье, а также попытались высадиться на севере острова со стороны Корсики. Обе атаки были успешно отражены сардинским ополчением. Д. М. Анджой был членом Стаментов и участвовал в обороне Кальяри. Одержав военную победу над Францией, Стаменты направили к королю в Турин делегацию с петицией, в которой требовали восстановления самоуправления Сардинии и допуска сардинской элиты ко всем государственным должностям кроме вице-королевской. Король Виктор-Амадей III не принял делегацию и приказал вице-королю в Кальяри распустить Стаменты.
Отказ короля удовлетворить требования победивших сардинцев стал причиной начавшегося 28 апреля 1794 года в Кальяри антиправительственного восстания, в котором к политическим сразу же присоединились социальные требования антифеодального характера, являющиеся выражением народного недовольства высокими податями, произволом землевладельцев и коррумпированностью чиновников, а также постоянного состояния мятежа, в котором годами пребывали многие районы острова. За несколько дней город перешёл в руки восставших, а вице-король и правительственные чиновники были схвачены и высланы с Сардинии. Власть оказалась в руках Стаментов и королевского суда. Одержанная победа спровоцировала раскол Стаментов на фракции реформаторов, лидером которых стал Д. М. Анджой, и феодалов. С ростом влияния его партии возрастает и его значение политического лидера, выступающего за отмену феодализма и допуск к государственному управлению представителей нарождающейся буржуазии и народных масс. Придя к власти, Стаменты занялись восстановлением порядка в городе, сформировали народные дружины из горожан, допустили представителей городских районов к законодательной и исполнительной власти, сделали свои заседания открытыми. Велись переговоры с королём, в результате которых в сентябре 1794 г. в Кальяри прибыл новый вице-король Сардинии Ф. Вивальда ди Кастеллино. Деятельность Д. М. Анджоя, являвшегося председателем одной из палат, совпадает в этот период с деятельностью его партии в Стаментах. Кроме того, он в 1794 году был направлен в качестве королевского представителя в Иглезиас, где ему удалось путём переговоров прекратить народное восстание, возникшее из-за нехватки зерна.
К дальнейшему обострению обстановки привело назначение королём Виктором-Амадеем III на руководящие должности Сардинии местных уроженцев, являющихся крупными дворянами и депутатами феодальной партии. Король назначил их личным указом, а не по представлению Стаментов, как того требовалось в петиции 1793 года. Фракция реформаторов во главе с Д. М. Анджой не признала эти назначения; феодалы же, добившись своей цели, выступили против продолжения реформ, за роспуск Стаментов, арест реформаторов, и стали формировать свои вооружённые подразделения в противовес демократически настроенным городским дружинам. Раскол перерос в открытое противостояние сторонников феодальной партии и партии реформаторов, а затем и в вооружённые столкновения. В этих стычках победили городские дружины, и в июле 1795 года двое руководителей феодальной партии были убиты разгневанной толпой. Виновником этих убийств многие считали Д. М. Анджой. Вскоре после этого, опасаясь репрессий со стороны правительства в Турине и местных его сторонников, Д. М. Анджоя и его партия впервые обращаются к Франции, всё ещё воевавшей с Сардинским королевством, с просьбой о защите. Победа партии реформаторов над феодалами привела к её расколу на умеренную часть и радикальную, которую возглавил Анджой. Умеренные считали его якобинцем и опасным революционером и стремились удалить из Кальяри. В конце 1795 года Сассари был захвачен восставшими крестьянами под руководством двух депутатов Стаментов Ф. Чилокко и Д. Мундула. 
В такой сложной ситуации вице-король вынужден был наделить Анджоя полномочиями наместника Сассари. 3 февраля 1796 года Д. М. Анджой был назначен «alternos» — полномочным представителем вице-короля и отправлен в северную столицу для наведения там порядка и восстановления спокойствия. Путешествие из Кальяри в Сассари длилось почти месяц; Анджой останавливался в деревнях по пути, чтобы отправлять правосудие и примирять враждующие стороны. Въезд в Сассари 28 февраля 1796 года был триумфальным: восставшие приветствовали его как освободителя.
В Сассари Д. М. Анджой принял ряд мер по борьбе с голодом, улучшению социальных условий, начал принимать и рассматривать жалобы крестьян на землевладельцев. Он признал законность антифеодальных договоров по выкупу коммунами земли у землевладельцев и поощрял их заключение в окрестных деревнях. Дворяне в панике начали покидать Сассари. Восставшие просили Д. М. Анджоя быть их представителем перед вице-королём, и он согласился. Собирать же подати с населения силовыми методами, как того требовал вице-король, он отказался. В Стаментах, где взяла верх партия умеренных взглядов, усиливались слухи о его смещении. 
В мае 1796 года произошел разрыв между Анджоем и вице-королем. Чтобы противостоять планам своих недоброжелателей, Анджой оставил правление Сассари доверенным лицам и 2 июня во главе колонны добровольцев выступил на Кальяри. Пройдя с триумфом несколько деревень, повстанцы направились на юг. 6 июня в Макомере состоялась первая их перестрелка — с местными жителями, которые выступили против революционного войска. Колонне Д. М. Анджой удалось, однако, войти в город, в котором они решили не задерживаться, и к 8 июля дошли до Ористано, где население приняло их с радостью. Из Ористано Д. М. Анджой посылает вице-королю два письма с просьбой встретиться для совместного обсуждения положения в северной Сардинии. Здесь он узнал, что Франция заключила мир с королём Сардинии, и попросил у вице-короля, чтобы французы были посредниками в переговорах об отмене феодализма. 7 июня Стаменты осудили действия Д. М. Анджой, а на следующий день вице-король отозвал у Д. М. Анджой полномочия и назначил награду за его голову, объявив при этом амнистию тем его сторонникам, кто сложит оружие. На этом поход на Кальяри закончился: часть повстанцев ушла, не желая воевать против Стаментов и вице-короля, оставшиеся начали отступать, и на выходе из Ористано приняли бой с правительственными войсками. Колонна повстанцев рассеялась, начались преследования сторонников Анджой. Сам он 15 июня вернулся в Сассари, встретился там со своими единомышленниками и покинул Сардинию.
В Генуе Д. М. Анджой вступил в переговоры с представителями Франции, но практической помощи от них не получил. Затем, в декабре 1796 года направился в Турин, чтобы лично убедить короля в своей невиновности, в необходимости антифеодальных преобразований на Сардинии и добиться амнистии для всех своих сторонников. Узнав, что расследование его дела завершилось не в его пользу, вынужден был бежать во Францию. В Париже являлся официальным лидером сардинских эмигрантов. Многократно пытался убедить французское правительство в необходимости военного вторжения на Сардинию с тем, чтобы провозгласить там независимую республику под протекторатом Франции. Джованни Мария Анджой умер в Париже 23 февраля 1808 года.